# Episodios nacionales

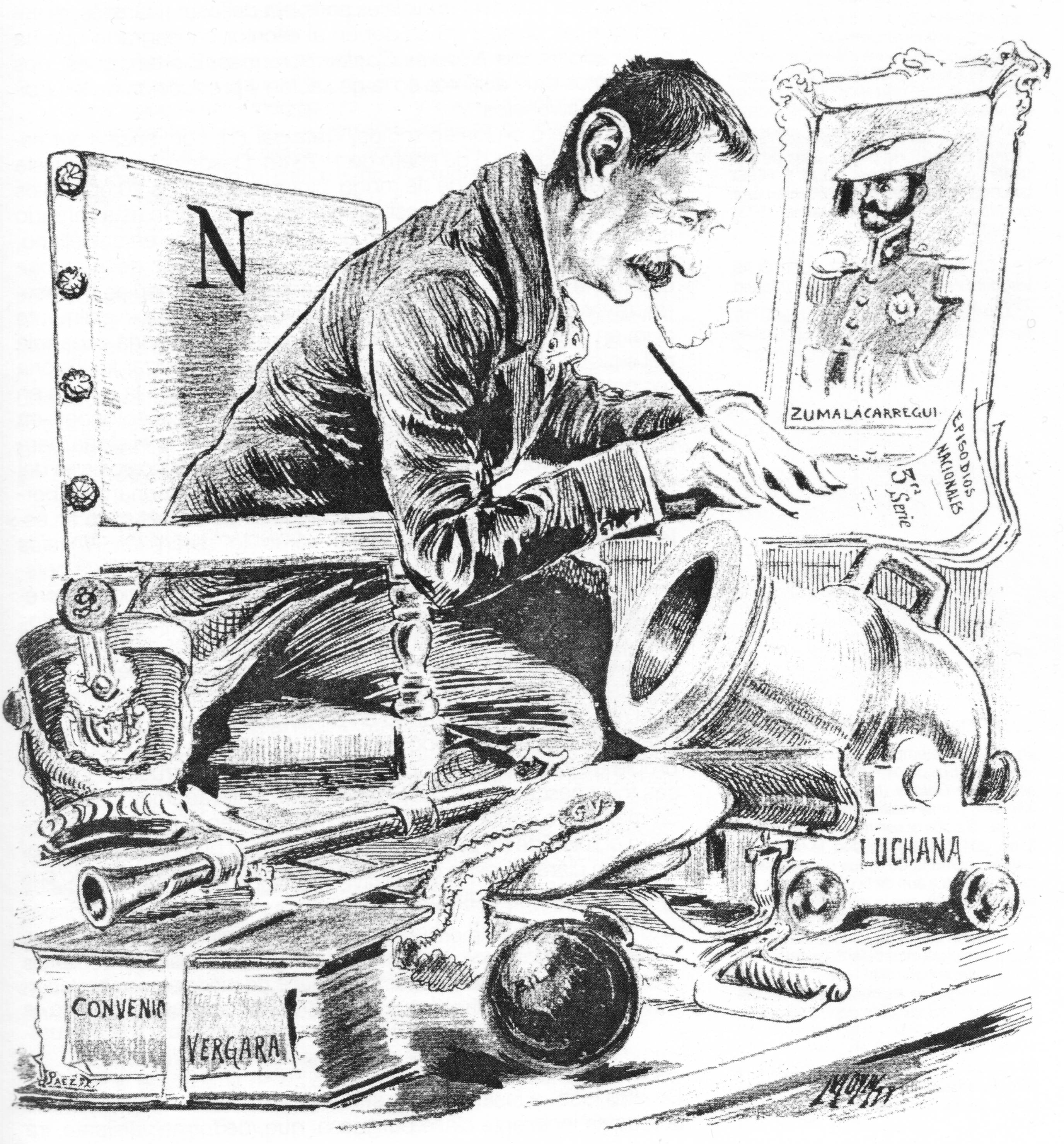
Caricatura de Galdós por Moya, en Canarias Cómico en 1898.

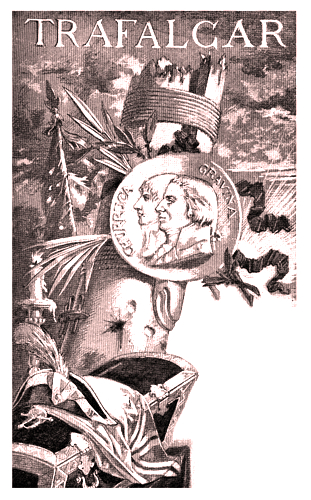
Portada de Trafalgar, edición de 1882.

Los Episodios nacionales son una colección de cuarenta y seis novelas históricas escritas por Benito Pérez Galdós que fueron redactadas entre 1872 y 1912. Están divididas en cinco series y tratan la historia de España desde 1805 hasta 1880, aproximadamente. Sus argumentos insertan vivencias de personajes ficticios en la narración de los principales acontecimientos españoles del siglo xix, desde la guerra de la Independencia española (un capítulo que Galdós, aún niño, conoció a través de las narraciones de su padre, militar que había participado y combatido en ella), hasta los años de la Restauración borbónica en España, periodo que el propio escritor vivió.
Fueron publicados a partir de 1873 con el título genérico de los Episodios nacionales que le sugirió su amigo José Luis Albareda. Ricardo Gullón, en uno de sus estudios (Galdós, novelista moderno), define la intención del escritor canario con estas palabras: «la primera idea de Galdós fue contar para todos las historias de la Historia».
Max Aub, en su Manual de la Historia de la Literatura Española, asume la obra galdosiana en estos términos: «Perdiérase todo el material histórico de esos años [siglo xix], salvándose la obra de Galdós, no importaría. Ahí está completa, viva, real la vida de la nación durante los cien años que abarcó la garra del autor. Existen, para siempre, sus centenares y centenares de personajes históricos e imaginados, tan ciertos los unos como los otros. (...) Solo los más grandes en el mundo, y sobran dedos para contarlos, consiguieron otro tanto. Y aun más: le dejaría en la gloria novelera de su tiempo mano a mano con Tolstoi, porque, además de dar vida a seres para siempre presentes, supieron sacar a la luz el genio de su patria a través de sus luchas, glorias y desgracias. (...) Galdós ha hecho más por el conocimiento de España por los españoles –por el pueblo español– que todos los historiadores juntos.»

## Primera serie
A excepción de Gerona, todos los episodios siguen las andanzas aventureras y amorosas del muchacho Gabriel de Araceli a través de la España dominada en principio por Francia y luego en la Guerra de la Independencia, desde la batalla de Trafalgar hasta la derrota de los ejércitos franceses en Arapiles, es decir entre 1805-1812. A lo largo de ese periodo, el niño Gabriel crece, evolucionando desde el pícaro astuto e ingenioso al individuo que descubrirá el concepto del honor en el cumplimiento del deber, la rectitud de conciencia, y, sobre todo, el gesto amoroso con sus congéneres, el resto de los humanos. Diez son los títulos de la serie escritos entre 1873 y 1875:
| Título                        | Año de publicación |
| ----------------------------- | ------------------ |
| Trafalgar                     | 1873               |
| La Corte de Carlos IV         | 1873               |
| El 19 de marzo y el 2 de mayo | 1873               |
| Bailén                        | 1873               |
| Napoleón en Chamartín         | 1874               |
| Zaragoza                      | 1874               |
| Gerona                        | 1874               |
| Cádiz                         | 1874               |
| Juan Martín el Empecinado     | 1874               |
| La batalla de los Arapiles    | 1875               |

## Segunda serie

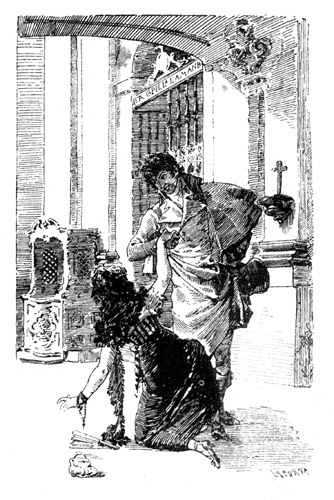
Salvador Monsalud y Jenara. Ilustración de La segunda casaca, Administración de La Guirnalda y Episodios Nacionales, 1884.

Escrita entre 1875 y 1879, se compone de diez títulos. Su personaje conductor, aunque no siempre protagonista, es el liberal Salvador Monsalud, hijo ilegítimo, soldado del rey José I de España, malquistado en el absolutismo de los primeros seis años de reinado de Fernando VII (1814-1820), ensalzado en el Trienio Liberal (1820-1823) y perseguido durante la Década Ominosa (1823-1833). Fuertes personajes secundarios de la trama de esta segunda serie serán, con Monsalud, su novia Jenara, «bella, apasionada, fanática, intransigente y estéril: la España tradicional», y complementándola, Soledad (Sole o Solita), «dulce, callada, atenta, activa, caritativa, el símbolo de la España futura». Completan el elenco, Carlos Navarro (alias ‘Garrote’), medio hermano de Monsalud, de confesión tradicionalista y absolutista, y Juan Bragas de Pipaón, «el hombre camaleónico moderno, siempre cambiando de ideas pero siempre el mismo».
Los títulos de los episodios de esta segunda serie son:
| Título                                  | Año de publicación |
| --------------------------------------- | ------------------ |
| El equipaje del rey José                | 1875               |
| Memorias de un cortesano de 1815        | 1875               |
| La segunda casaca                       | 1876               |
| El Grande Oriente                       | 1876               |
| 7 de julio                              | 1876               |
| Los cien mil hijos de san Luis          | 1877               |
| El terror de 1824                       | 1877               |
| Un voluntario realista                  | 1878               |
| Los apostólicos                         | 1879               |
| Un faccioso más y algunos frailes menos | 1879               |

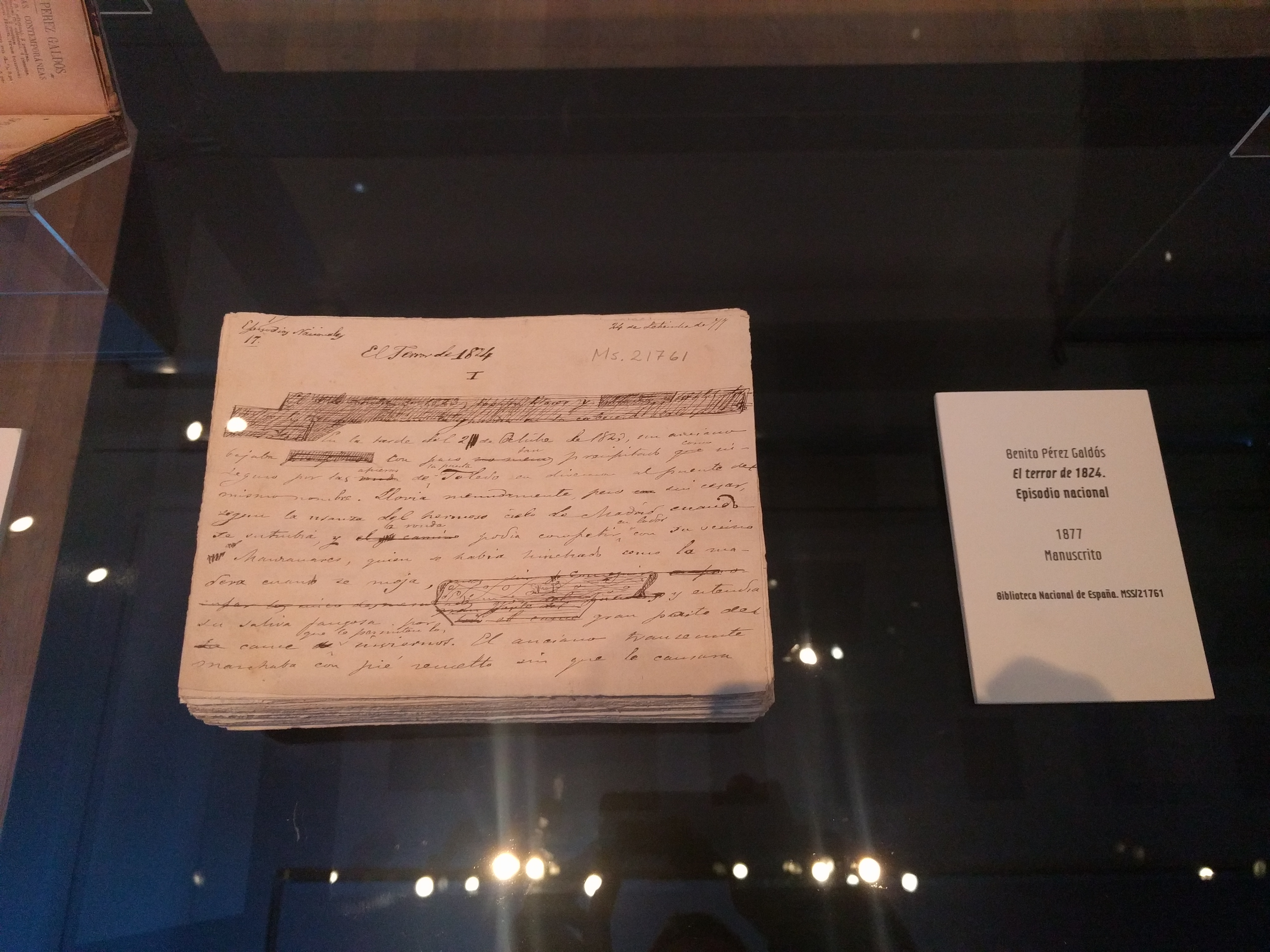
Manuscrito de El terror de 1824, 1877. Biblioteca Nacional de España.

En un principio, Galdós dio por concluida su tarea al finalizar esta serie de novelas. Pero, en 1898, tras recuperar los derechos sobre sus obras (que detentaba su editor, con quien mantuvo un pleito interminable) y abrumado por el contexto histórico del desastre del 98, retomó la tarea en las siguientes series.

## Tercera serie

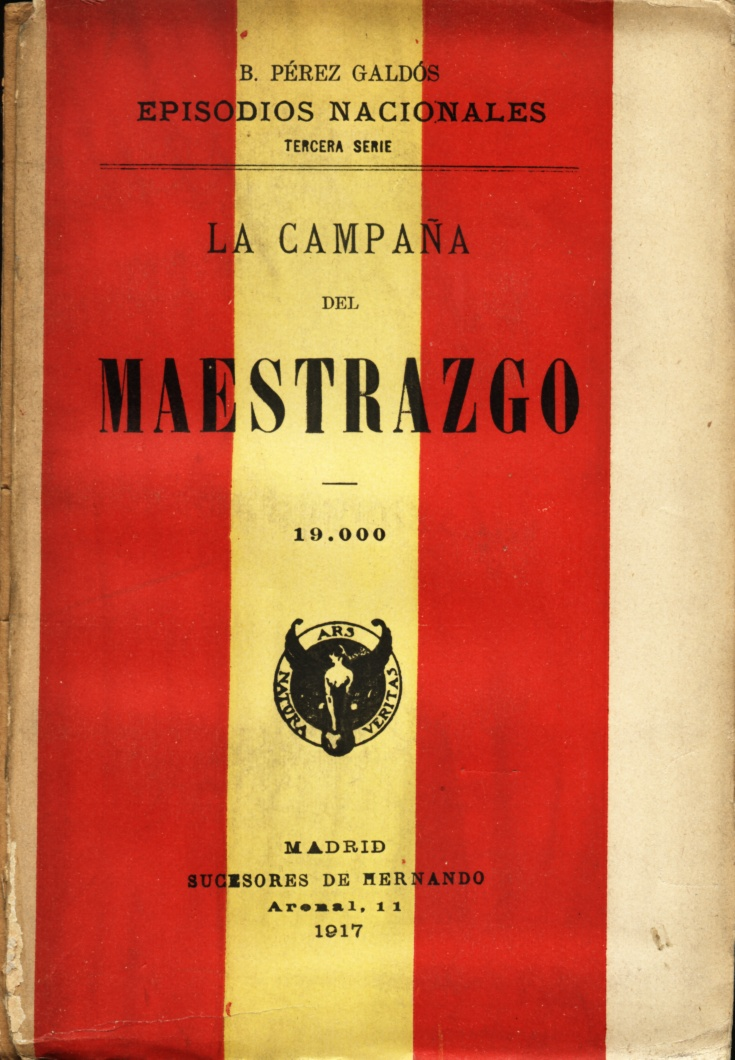
La Campaña del Maestrazgo, quinto episodio de la tercera serie.

Tras una pausa de casi veinte años, Galdós retomó en 1898 la escritura de los Episodios, impulsado quizá por el desastre del 98 en España, y por las dificultades económicas de su mala gestión editorial.
El escritor, mucho más maduro y ejercitado como narrador, escribió los diez episodios de esta serie en poco más de dos años (abril de 1898/octubre de 1900), aunque como aventura Tierno Galván, parece evidente que Galdós llevaba años reuniendo documentación y una excelente biblioteca histórica. También se ha enriquecido el aspecto literario, y de la incómoda primera persona encarnada en un protagonista fabulado, Galdós se suelta ahora mezclando varias técnicas narrativas (monólogo, novela epistolar, diarios en primera persona, visiones en neutra tercera persona). Desaparece el simbolismo de los primeros protagonistas y la parábola, aunque sigue habiendo un personaje principal o más habitual que aparecen en casi todas las novelas de la serie, el romántico Fernando Calpena.
En cuanto al periodo de la historia española recogido en las páginas de estos diez episodios, arranca con la primera guerra carlista y la Regencia de María Cristina, para cerrarse con la boda de Isabel II. Los diez episodios que componen la serie son:
| Título                    | Año de publicación |
| ------------------------- | ------------------ |
| Zumalacárregui            | 1898               |
| Mendizábal                | 1898               |
| De Oñate a la Granja      | 1898               |
| Luchana                   | 1899               |
| La campaña del Maestrazgo | 1899               |
| La estafeta romántica     | 1899               |
| Vergara                   | 1899               |
| Montes de Oca             | 1900               |
| Los Ayacuchos             | 1900               |
| Bodas reales              | 1900               |

## Cuarta serie

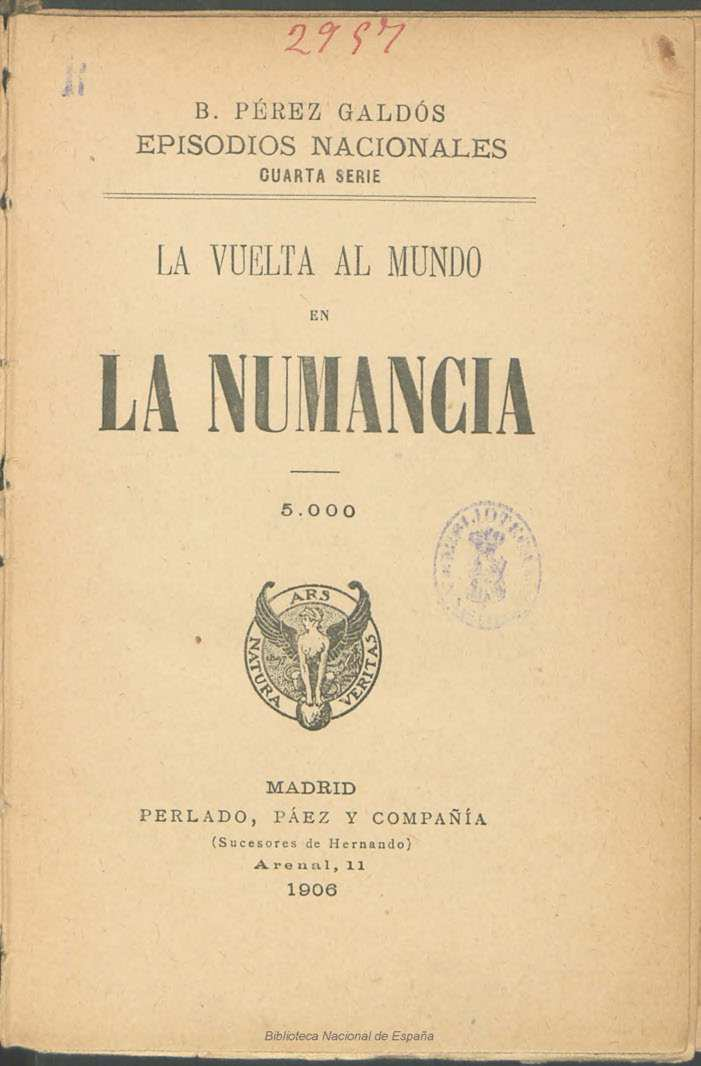
Portada de la primera edición de La vuelta al mundo en la Numancia (1906).

Escrita y publicada entre 1902-1906, la cuarta serie de los episodios cubre el periodo de la historia española entre los intentos revolucionarios de 1848 —que dan título a la primera de las diez novelas que componen la serie—, las vicisitudes y descalabros de los últimos años del reinado de Isabel II, y el triunfo de la Revolución de 1868 que interrumpiría temporalmente la hegemonía monárquica en España. La datación exacta que cubre Galdós podría situarse entre el 13 de octubre de 1847 y el 2 de octubre de 1868.
Para hilar la trama, el escritor elige en esta ocasión a José García Fajardo, señorito provinciano de la Alta Alcarria, de talante moderado, familia y amigos ricos y amorío fácil entre la hembra de raza (Antoñita “la Cordonera”) y la hija de un millonario. Los diez episodios, entramados con estos y otros singulares personajes, se titulan:
| Título                            | Año de publicación |
| --------------------------------- | ------------------ |
| Las tormentas del 48              | 1902               |
| Narváez                           | 1902               |
| Los duendes de la camarilla       | 1903               |
| La revolución de julio            | 1903-1904          |
| O'Donnell                         | 1904               |
| Aita Tettauen                     | 1904-1905          |
| Carlos VI en la Rápita            | 1905               |
| La vuelta al mundo en la Numancia | 1906               |
| Prim                              | 1906               |
| La de los tristes destinos        | 1907               |

## Quinta serie

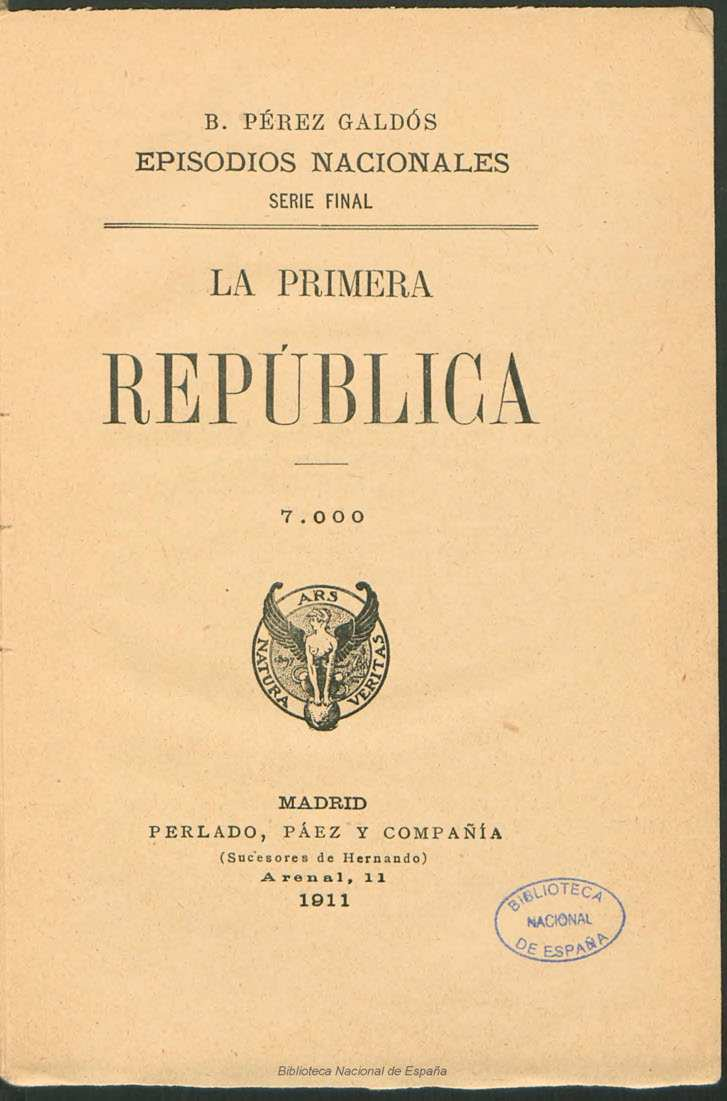
Portada de la edición original de La Primera República (1911), cuarto episodio de la quinta y última serie.

Esta quinta serie inconclusa, escrita entre 1907 y 1912, cubre el periodo de la historia española del siglo XIX entre la Revolución Gloriosa española y los años de la Restauración en el inicio de siglo. Reconocida como más biográfica que las series anteriores (no en vano el escritor vivió ese periodo en su ciclo vital más consciente), Galdós admite estar más interesado por lo que Unamuno denominó «intrahistoria» que por los hechos históricos en sí mismos. Los galdosistas coinciden en subrayar el «tono irónico, burlesco, sarcástico, deformado, casi esperpéntico», que define el estilo literario de estos últimos episodios, con abundantes escenarios prostibularios, que se alternan con figuras mitológicas, especialmente en las cuatro últimas novelas publicadas.
En ella, a partir del cuadragésimo tercer episodio, Amadeo I, presenta el escritor a dos personajes claves en esta serie inconclusa, Tito Liviano (que no parece un personaje real, sino un desdoblamiento interior del autor),, el narrador «ubicuo y omniscente», que le sirve a Galdós de heterónimo y el etéreo personaje femenino de Mariclío, musa fabulada que —como delata Joaquín Casalduero— es la encargada de decir en voz alta que «más que la monarquía, lo que se restauró en la Restauración fue el poder político y social de la Iglesia, especialmente de las Órdenes religiosas, a cuyo frente figuraban los jesuitas».
Los seis episodios publicados en esta serie final inconclusa –y aviso de los proyectos no concluidos–, son:
| Título                                                          | Año de publicación |
| --------------------------------------------------------------- | ------------------ |
| España sin rey                                                  | 1907-1908          |
| España trágica                                                  | 1909               |
| Amadeo I                                                        | 1910               |
| La Primera República                                            | 1911               |
| De Cartago a Sagunto                                            | 1911               |
| Cánovas                                                         | 1912               |
| Sagasta, Las colonias perdidas, La reina regente y Alfonso XIII | (proyectos)        |

## Estilo y forma
El propio Galdós, en su empeño reconocido por el mismo como magna tarea de contar «el más grandioso periodo de la historia de España en el presente siglo» (siglo xix), explicaba años después de concluida la tarea, que

... con mi habitual imprevisión adopté la forma autobiográfica, la cual, si bien no carece de encanto, tiene grandísimos inconvenientes para una narración larga, y no puede de modo alguno sostenerse en el género novelesco-histórico [...] la forma autobiográfica es un obstáculo constante a la libertad del novelista y a la puntualidad del historiador.
 Galdós

La síntesis literatura-historia conseguida por el autor de los episodios sería reconocida ya desde su comienzo incluso por personajes de muy otra ideología, como fuera el caso de Menéndez Pelayo, o de agudos críticos contemporáneos de Galdós como Eduardo Gómez de Baquero, más conocido por su seudónimo “Andrenio”. Este último, en su obra Novelas y novelistas (edición de 1918), simplifica el análisis formal de los Episodios en estos párrafos:

Aunque el asunto de los Episodios es por lo general grande y solemne, Galdós lo trata en tono familiar. Habla a la historia con confianza; casi puede decirse que la tutea y nos la presenta en traje de casa. El hecho es que la desencanta y hace que se acerque a nosotros como persona viva, no como bulto de divinidad [...] Galdós ha apuntado con delicadeza lo que convenía apuntar, para que no quedasen claros y lagunas en el cuadro de las costumbres y en la psicología
de los personajes; pero jamás traspasa los límites de una moderación benévola, muy conveniente cuando se trata de juzgar a personajes que o son todavía de este mundo o acaban de llegar a la historia y aún no han tomado en ella clara y definitiva postura.
 Andrenio (1918)